# هلستون سيج
هلستون سيج (بالإنجليزية: Halston Sage)‏ (و. 1993 – م) هي ممثلة، ومغنية، وممثلة أفلام، وممثلة تلفزيونية من الولايات المتحدة الأمريكية. ولدت في لوس أنجلوس.

## فيلموغرافيا

### الأفلام
- بيفور آي فول (2017)

## وصلات خارجية
- هلستون سيج على موقع IMDb (الإنجليزية)
- هلستون سيج على موقع ألو سيني (الفرنسية)
- هلستون سيج على موقع أول موفي (الإنجليزية)
- هلستون سيج على موقع قاعدة بيانات الأفلام السويدية (السويدية)
- هلستون سيج على موقع ديسكوغز (الإنجليزية)
- هلستون سيج على موقع قاعدة بيانات الفيلم (الإنجليزية)
- هلستون سيج على موقع كينوبويسك (الروسية)